# Ombordtidning
En ombordtidning är en tidning som finns ombord på flygplan, turistbussar, persontåg och passagerarfartyg för passagerarna. Den innehåller vanligen resereportage, information om operatören och annonser.